# لارس ديتز
لارس ديتز (بالألمانية: Lars Dietz)‏ هو لاعب كرة قدم ألماني، ولد في 7 يناير 1997 في Bad Sassendorf ‏ في ألمانيا. لعب مع يونيون برلين.

## وصلات خارجية
- لارس ديتز على موقع إي إس بي إن إف سي (الإنجليزية)
- لارس ديتز على موقع قاعدة بيانات كرة القدم.إي يو (الإنجليزية)
- لارس ديتز على موقع بيانات كرة القدم. دي إي (الألمانية)
- لارس ديتز على موقع Soccerbase.com (لاعب) (الإنجليزية)
- لارس ديتز على موقع Soccerway.com (الإنجليزية)
- لارس ديتز على موقع عالم كرة القدم.نت (الإنجليزية)